# Napój energetyzujący

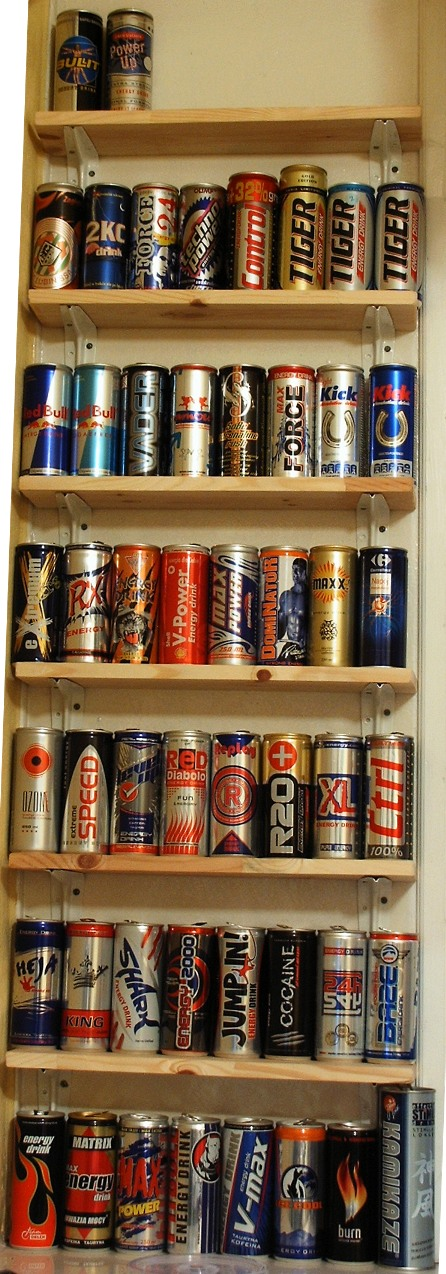
Energy drinki. Od góry od lewej: Bullit, Power Up. Drugi rząd: Zagłębie energii, 2KC, Force24, Techno Power, Control, Tiger gold, Tiger kal, Tiger. Trzeci rząd: Red Bull, Red Bull kal, Vader, Amore, Sobe Adrenaline Rush, Max Force, Kick kal, Kick. Czwarty rząd: Extremum, RX, Mixed Up, V-Power, Max Power, Dominator, Maxx!, Carreour. Piąty rząd: Ozone, Extremum speed, Level Up, RED Diabolo, Replay, R20+, XL, Ctrl. Szósty rząd: Heja, King, Shark, Energy 2000, Jump In, Cocaine, 24H, Baze. Najniższy rząd: Team Orlen, Matrix, MAx Power, Pitbull, V-Max, Ice-Cool, Burn, Kamikaze.

Napój energetyzujący (ang. energy drink), potocznie napój energetyczny i energetyk – pobudzający, przeważnie gazowany napój bezalkoholowy, z reguły zawierający kofeinę, taurynę i guaranę (źródło kofeiny). Bywa mylony z napojami izotonicznymi, które mają inne działanie.

## Historia
Pierwszy energy drink pojawił się w USA w 1949; sprzedawany był pod nazwą Dr. Enuf. W Europie po raz pierwszy wprowadzono napoje energetyzujące w 1987, zaś spopularyzowały się po wprowadzeniu na rynek Red Bulla (1987 w Austrii, w 1997 w USA). W 2014 dostępne były w ponad 140 państwach. Według jednego z badań, około 50% użytkowników stanowią dzieci, nastolatkowie i młodzi dorośli (do 25 roku życia); według innego blisko ⅔ użytkowników jest w wieku 13–35 lat, z czego ⅔ to chłopcy i mężczyźni. Na rynku światowym dostępne są również produkty znane jako energy shots oraz niebędące napojami, energy sheets, rozpuszczające się na języku, zawierające 100 mg kofeiny na porcję.

## Działanie
Napoje energetyzujące mają na celu polepszyć zdolności kognitywne, uwagę i nastrój u użytkowników. Ich reklamy skierowane są głównie do uczniów i studentów oraz osób pracujących w zawodach wymagających dużej koncentracji.
Działanie na wysiłek psychiczny uzależnione jest od składu napoju energetyzującego, co potwierdzono w badaniu randomizowanym z podwójnie ślepą próbą. Grupa 48 nałogowych kawoszy (18 mężczyzn, 30 kobiet) którzy na 24 godziny przed rozpoczęciem badań nie pili żadnych napojów kawowych otrzymało na drodze losowania jeden z wariantów terapii napojami energetycznymi, który polegał na przyjęciu napoju energetycznego A, B, C lub D (placebo). Po 30 minutach od podania polecano wykonywanie zadań wymagających skupienia uwagi. Po 60 minutach od podania polecono wykonanie określonych zadań pamięciowych i zadań badających czas reakcji. Kolejne warianty terapii napojami każdy z uczestników badania otrzymywał po 3-dniowym okresie przerwy. Otrzymano następujące wyniki:
| Napój energetyczny | Zawartość kofeiny (mg) | Zawartość tauryny (mg) | Zawartość glukozy (g) | Działanie |
| ------------------ | ---------------------- | ---------------------- | --------------------- | --- |
| A                  | 200                    | 0                      | 0                     | Skrócony czas prostej reakcji i dla podejmowania wyboru. Podniesienie zdolności wykonawczej i pracy pamięciowej. Obniżone uczucie zmęczenia, zwiększenie nerwowości i pobudliwości. U nałogowych kawoszy nagłe odstawienie kofeiny znacząco obniża pracę umysłową.                                                                 |
| B                  | 0                      | 2000                   | 0                     | Wydłużony czas dla podejmowania wyboru, ale skrócony czas prostej reakcji w pracy pamięciowej. Brak ubocznych efektów odstawiennych. |
| C                  | 200                    | 2000                   | 0                     | Skrócony czas prostej reakcji w pracy pamięciowej. Podniesienie zdolności wykonawczej i pracy pamięciowej. Tauryna zniosła efekty działania kofeiny na pobudliwość i wszystkie symptomy odstawienia kofeiny (ból głowy, senność lub bezsenność, drażliwość, letarg, zaparcia, sztywność mięśni, obniżenie koncentracji, depresja). |
| D (placebo)        | 0                      | 0                      | 50                    | Wydłużenie czasu reakcji. |
| A + D              | 200                    | 0                      | 50                    | Polepszenie pamięci zorientowanej na przedmioty (pamięć koloru, kształtu itd.). |
| B + D              | 0                      | 2000                   | 50                    | Polepszenie koncentracji i pracy pamięciowej. |

## Szkodliwość
U zdrowych dorosłych dzienne spożycie kofeiny w dawce ≤400 mg jest uznawane za bezpieczne. Najczęściej zgłaszanymi działaniami niepożądanymi po spożyciu napojów energetyzujących w jednym z badań były palpitacje serca lub tachykardia, niepokój, problemy żołądkowe i ból w klatce piersiowej; działania niepożądane zgłosiło 188 z 217 badanych młodocianych użytkowników. Kofeina zawarta w napojach energertyzujących pobudza do wydalania moczu, przez co nie powinny być one użytkowane podczas ćwiczeń w gorącym środowisku ze względu na ryzyko odwodnienia. Zważywszy na wysoką zawartość cukru przy jednoczesnym niskim pH napojów energetyzujących mogą powodować niszczenie szkliwa, co zaobserwowano w badaniach wśród szwedzkiej i amerykańskiej młodzieży. Energy drinki bywają również łączone z alkoholem lub innymi substancjami psychoaktywnymi.

## Skład
Głównym środkiem psychoaktywnym wchodzącym w skład napojów energetyzujących jest działająca pobudzająco kofeina, również w postaci wyciągu z guarany (guaraniny). Przeciętnie w 250 ml napoju znajduje się 75–80 mg kofeiny. Jej zawartość różni się w zależności od produktu. Innymi składnikami wchodzącymi zwykle w skład energy drinków są między innymi tauryna (zwiększająca odporność na wysiłek), inozytol, żeń-szeń, karnityna, witaminy z grupy B i inne witaminy. Mogą także zawierać wyciągi roślinne: z miłorzębu, ostropestu plamistego czy yerby.

## Prawo
W Polsce od 1 stycznia 2024 zgodnie z art. 12m ustawy o zdrowiu publicznym napoje energetyczne mogą być sprzedawane wyłącznie osobom które ukończyły 18 lat.